# Helicopsyche koghiensis
Helicopsyche koghiensis är en nattsländeart som beskrevs av Kjell Arne Johanson 1999. Helicopsyche koghiensis ingår i släktet Helicopsyche och familjen Helicopsychidae. Inga underarter finns listade i Catalogue of Life.